# Mitar Peković
Mitar Peković (serbe : Mитap Пeкoвић), né le 28 septembre 1981 à Bačka Topola (Serbie), est un footballeur serbe (défenseur) faisant 1,91 m pour 87 kg. Il évolue actuellement pour le club de première division serbe de FK Vojvodina Novi Sad.

## Carrière
- 1999-2000 :  FK Bačka
- 2000-2001 :  FK Kabel
- 2001-2004 :  Zeta Golubovci
- 2004-2007 :  Wisła Płock
- 2007-2008 :  FK Čukarički Stankom
- 2008-2009 :  FK Vojvodina Novi Sad
- 2010 :  FK Anji Makhatchkala
- 2011-2013 :  FK Budućnost Podgorica

## Palmarès
- Coupe de Pologne de football : 2006
- Supercoupe de Pologne de football : 2007
- Coupe du Monténégro : 2013